# 국도 제202호선 (일본)

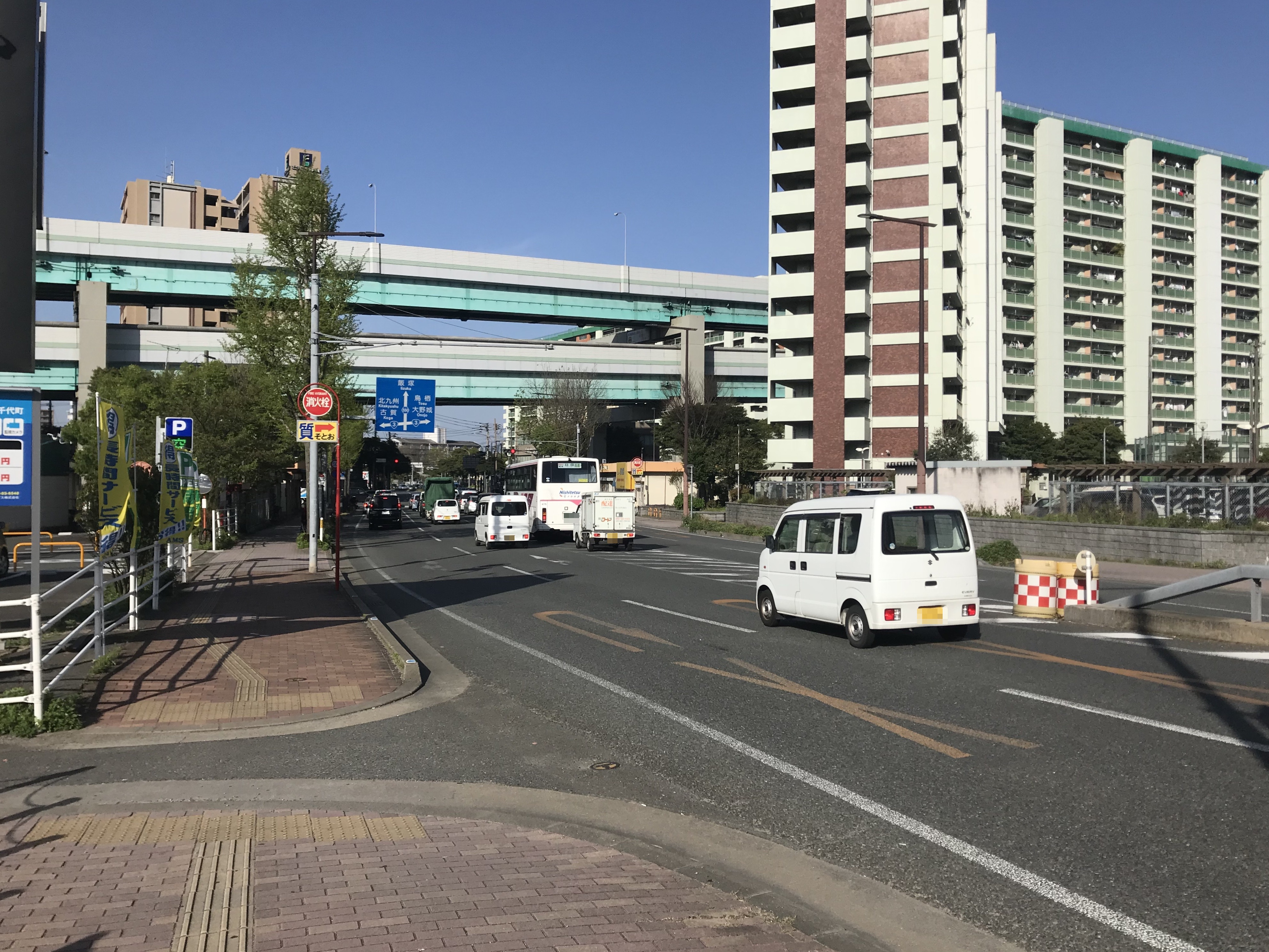
202번 국도의 기점 일대 전경. 옆에는 깨알같은 아파트도 같이 보이는 것이 이색적인 느낌이 있다. 도로 위에 누비고 있는 조그마한 버스는 니시테쓰 고속버스 소속 차량일 가능성이 크다.

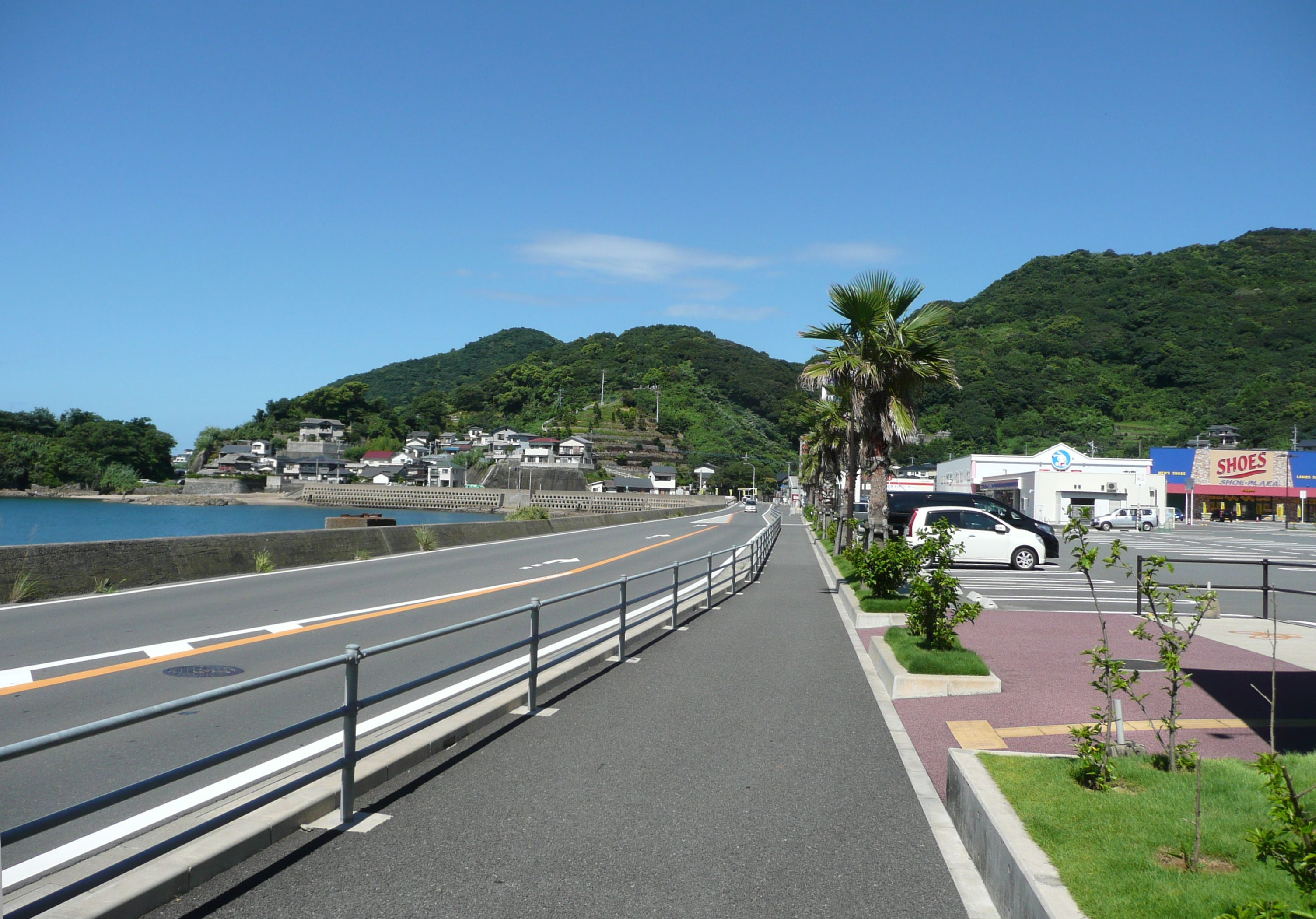
나가사키 시내를 질주하고 있는 202번 국도의 배경.

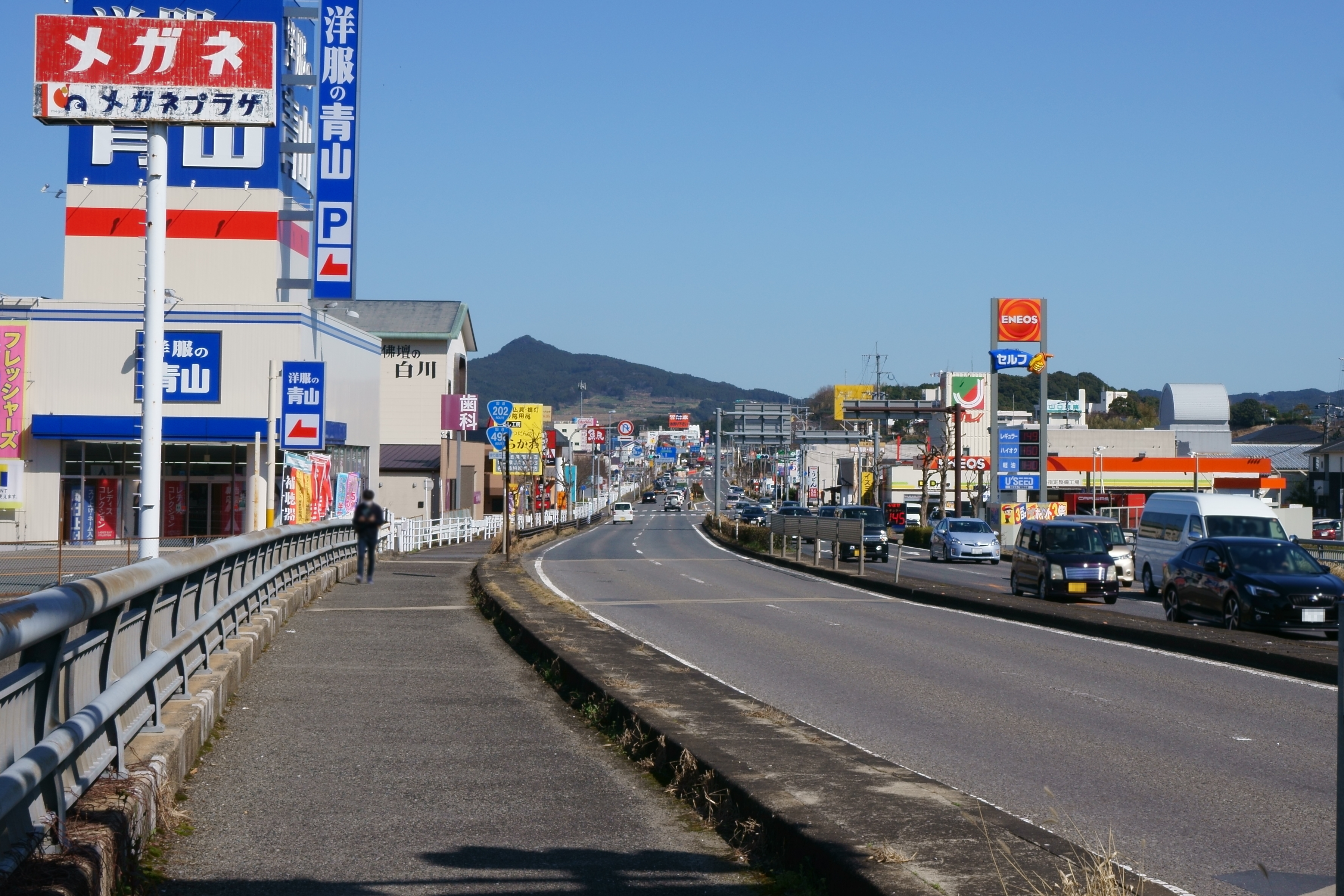
이마리시 구니미다이 교차점에서 동쪽 방향으로 향하는 우회도로(바이패스) 전경.

일본 202번 국도(일본어: 国道202号→국도 202호)는 후쿠오카현 후쿠오카시 하카타구의 가타카스1초메 교차로에서 출발하여 같은 현의 이토시마시를 거쳐 중간의 사가현을 지나 나가사키현의 나가사키시 현청앞 교차로까지 이어주는 총 연장 245.2 km의 일반국도 노선이다. 그리고 노선 선형상 C자형 구조로 이루어져 있으며, 실제 연장은 244.3 km, 현도도 역시 193.5 km로 이루어져 있다.

## 주요 경유지
- 후쿠오카현 : 후쿠오카시 (하카타구 - 주오구 - 조난구 - 사와라구 - 니시구) - 이토시마시
- 사가현 : 가라쓰시 - 이마리시 - 니시마쓰우라군 아리타정
- 나가사키현 : 사세보시 - 사이카이시 - 나가사키시

## 연혁
- 1953년 5월 18일 : 2급 국도 제202호선인 후쿠오카 ~ 아리타 선(福岡有田線, 후쿠오카시 ~ 니시마쓰우라군 마가리카와정)으로 지정하여 시행
- 1965년 4월 1일 : 도로교통법 개정에 따른 1, 2급 구분이 없어짐과 동시에 일반 국도 202호선으로 승격 및 전환
- 1970년 4월 1일 : 종점이 기존의 니시마쓰우라군 니시아리타정에서 나가사키시까지 구간이 연장되어 해당 국도가 다시 연신하여 재지정된 형태로 시행

## 연결 가능한 도로
- 니시큐슈 자동차도 (구 497번 국도이며, 후쿠오카시에서 예전에 유료 도로로 운영된 이력을 가진 상태)
- 국도 제3호선 (후쿠오카시 하카타구 기점)
- 국도 제263호선 (후쿠오카시 사와라구)
- 국도 제323호선 (가라쓰시)
- 국도 제204호선 (가라쓰시)
- 국도 제203호선 (가라쓰시의 중복 구간)
- 국도 제498호선 (이마리시)
- 국도 제35호선 (니시마쓰우라군 아리타정~사세보시 사이의 중복 구간)
- 국도 제205호선 (사세보시)
- 국도 제206호선 (사세보시 ~ 사이카이시 사이와 나가사키시의 중복 구간)
- 국도 제499호선 (나가사키시 중복 구간)
- 국도 제34호선, 국도 제324호선 (34, 324번 국도 공통 나가사키시 종점)

## 연선

### 후쿠오카시
- 미카사강
- 나카강
- 무로미강

### 이토시마시
- 겐카이나다 연안 일대
- 니조-하마타마 도로

### 가라쓰시
- 사가현도 제347호 니지노마쓰바라 선
- 니지노마쓰바라
- 가라쓰성
- 마쓰우라강
- 규슈 여객철도 가라쓰 선

### 이마리시,아리타정
- 마쓰우라 철도

### 사세보시
- 사세보 선
- 하이키세토
- 세토가이교
- 니시소노기반도

### 나가사키시
- 나가사키역